# Stephanie Schiller
Stephanie Schiller, nemška veslačica, * 25. julij 1986, Potsdam.
Schillerjeva je za Nemčijo nastopila na šestih svetovnih prvenstvih in Poletnih olimpijskih igrah 2008 in Poletnih olimpijskih igrah 2012.
Vedno doslej je veslala v četvercu brez krmarke. Na OI 2008 je nemški čoln osvojil bronasto medaljo.